# Gerard Koel
Gerard Hendrik Koel (Amsterdam, 16 januari 1941) is een voormalig Nederlands wielrenner.
Als amateur maakte hij, samen met Jaap Oudkerk, Henk Cornelisse en Cor Schuuring, deel uit van de Nederlandse equipe die op de ploegenachtervolging brons won tijdens de Olympische Spelen in Tokio. Hij was prof van 1966 tot 1974 en was als baanwielrenner vooral succesvol op de sprint; driemaal achter elkaar werd hij Nederlands kampioen op dit onderdeel. In 1970 werd hij ook nationaal kampioen op de 50 kilometer.
Koel won in 1967 de zesdaagse van Madrid, samen met Jan Janssen, en in 1973 de zesdaagse van Amsterdam met René Pijnen en Leo Duijndam. Na zijn sportcarrière was hij onder andere jarenlang chauffeur voor de NOS tijdens Radio Tour de France.